# Happy Magic ~Smile Project~
Albums de Aya Ueto
License
(2006)
Singles
Happy Magic ~Smile Project~ est le 5e album de Aya Ueto, sorti sous le label Pony Canyon le 15 juillet 2009 au Japon. Il atteint la 20e place du classement de l'Oricon. Il se vend à 7 648 exemplaires la première semaine, et reste classé pendant 5 semaines, pour un total de 11 345 exemplaires vendus. Il sort en format CD et CD+DVD et CD+DVD+Photobook.

## Liste des titres
| 1.  | Smile for...                                           | Kohmi Hirose          | Kohmi Hirose       | 5:38 |
| 2.  | Tsukamaete! (つかまえて!)                              | Hitomi Yaida          | Katsumi Ohnishi    | 4:22 |
| 3.  | Kokoro Pokapoka (心ぽかぽか)                           | Chihiro Tamashiro     | Ayano Kinjō        | 4:27 |
| 4.  | Kimi ga Warau to Sekai ga Warau (君が笑うと世界が笑う) | Ayano Kinjō           | Chihiro Tamashiro  | 5:44 |
| 5.  | Honey                                                  | Tortoise Matsumoto    | Tortoise Matsumoto | 4:31 |
| 6.  | Watashi no Taiyou (私の太陽)                           | Lisa Halim            | Satomi Ishige      | 4:57 |
| 7.  | Ukiyou no Fairy (右胸のフェアリー)                     | Shintarō Tokita       | Shintarō Tokita    | 5:05 |
| 8.  | Smile                                                  | Begin                 | Begin              | 4:33 |
| 9.  | Bokura no Mirai e (僕らの未来へ)                       | Ryoji                 | Ryoji, Naoki-T     | 6:31 |
| 10. | Way to Heaven (Edition simple seulement)               | Shoko                 | Shōichirō Hirota   | 4:37 |
| 11. | Namida no Niji (Edition simple seulement)              | Aya Ueto, Izumi Sakai | Yoo                | 4:22 |

| 1. | way to heaven  |  |
| 2. | Namida no Niji |  |